# Hexafluoropropilè
L'hexafluoropropilè és un compost químic amb la fórmula C₃F₆. És un alquè fluorocarbonat en el qual tots els àtoms d'hidrogen del propilè estan substituïts àtoms de fluor. Es fa servir com intermedi químic.